# Groot-Bijgaarden

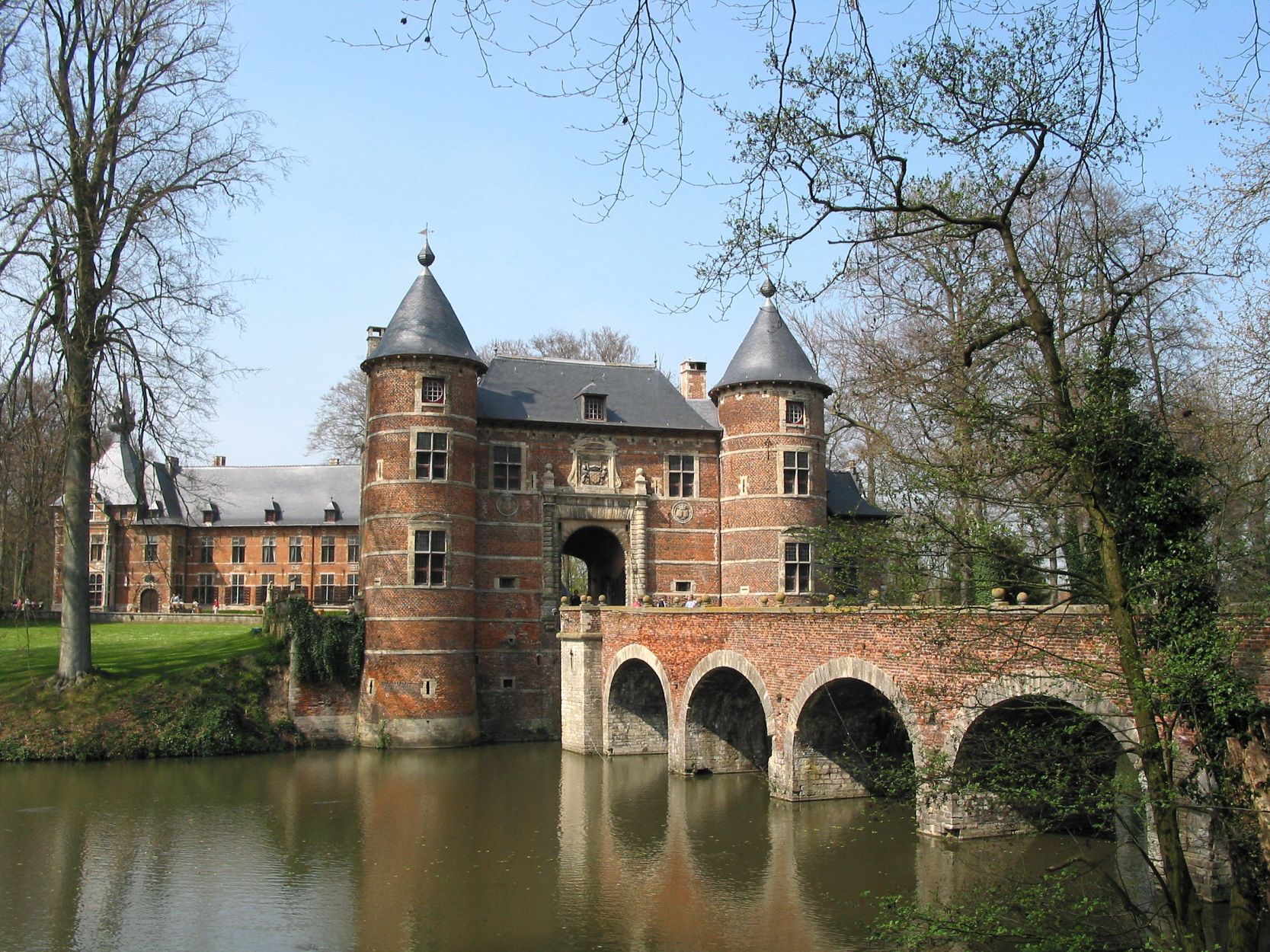
Schloss Groot-Bijgaarden (2007)

Groot-Bijgaarden (niederländisch, offiziell) oder Grand-Bigard (französisch) ist ein Dorf und Deelgemeente in der Gemeinde Dilbeek, einem Vorort von Brüssel, in Flandern, Belgien.

## Toponymie
Der Name Bijgaarden leitet sich vom germanischen Wort für Einfriedung ab. Die Bezeichnung Great (Groot) wurde hinzugefügt, um es von dem kleineren Klein-Bijgaarden in der Nähe zu unterscheiden, das jetzt in der Gemeinde Sint-Pieters-Leeuw liegt.

## Geschichte
Die früheste Aufzeichnung von Groot-Bijgaarden stammt aus dem 12. Jahrhundert, als es als Bigardis erscheint. Dieser stammt aus dem Hause Bijgaarden. Sie leisteten verschiedene Spenden an die Abteien Affligem und Groot-Bijgaarden. Durch verschiedene Heiraten gelangte das Dorf in den Besitz der Familie Veele, einer bedeutenden Familie aus Brüssel.
Nach vielen Schenkungen wurde Groot-Bijgaarden in der zweiten Hälfte des 14. Jahrhunderts öffentlich an die Grafen von Königsegg-Erps verkauft.
Es ist eine ehemalige Gemeinde in der Provinz Flämisch-Brabant, Belgien. Seit 1977 ist es eine Unterteilung (deelgemeente) der Gemeinde Dilbeek.

## Geographie
Groot-Bijgaarden liegt zwischen Dilbeek und Zellik. Am 31. Dezember 2019 betrug die Einwohnerzahl von Groot-Bijgaarden 8349.

## Sehenswürdigkeiten
- Schloss Groot-Bijgaarden: wiederaufgebautes Schloss, in dem im Frühjahr eine jährliche Blumenschau stattfindet.
- Benediktinerinnenkloster Saint-Wivina: 1125 gegründet, stark gewachsen dank verschiedener Schenkungen, öffentlich verkauft während der Französischen Revolution. (siehe: Viviana von Bigarden)
- Sint-Egidius-Kirche: 1776 erbaut, 1950 nach einem Treffer einer deutschen V2-Rakete im Zweiten Weltkrieg wieder aufgebaut.